# Propraetor
Een propraetor was een oud-praetor die in een provincia pro praetore ("in plaats van een praetor") optrad, door een prorogatio (verlenging) van zijn ambtsbevoegdheid, maar hier enkel voor de hem toegekende provincia.
Oorspronkelijk werden de provinciae nog bestuurd door praetores, maar rond 241 v.Chr. (het jaar van de oudst ons bekende propraetor) werden er propraetores aangesteld. Vooral na de Tweede Punische Oorlog met Hannibal Barkas werd het ambt van propraetor, dat volgde op dat van praetor zeer populair. Na Lucius Cornelius Sulla werd het normaal dat de praetores na hun ambtsperiode naar een provincia als propraetor trokken. Een senatusconsultum in 55 v.Chr. bepaalde dat consules en praetores pas na vijf jaar als proconsul of -praetor naar de provinciae mochten afzakken. Een provincia werd voor één jaar toegekend, maar kon ook door prorogatio verlengd worden.
Met de instelling van het principaat, waarbij de princeps Gaius Iulius Caesar Augustus het imperium maius had over vele provinciae, werden de propraetores in deze provinciae vervangen door een legatus Augusti pro praetore. In de senatoriale provinciae bleef het ambt van propraetores wel bewaard.